# Andrew Bogut
Andrew Michael Bogut (Melbourne, 28. studenoga 1984.) australski je profesionalni košarkaš hrvatskog podrijetla. Igra na poziciji centra, a trenutačno je član NBA momčadi Cleveland Cavaliersa. Milwaukee Bucks izabrali su ga kao prvog u prvom krugu NBA drafta 2005. godine. Bogut je uz to prvi Australac i igrač sveučilišta Utah koji je izabran kao prvi izbor NBA drafta. Na sveučilištu je proveo dvije sezone.

## Rani život
Andrew Bogut rođen je 28. studenoga 1984. godine u Melbourneu, u obitelji hrvatskih imigranata. Majka mu je rodom iz Šišljavića, malenog sela pokraj Karlovca. Otac mu je iz Osijeka. Bogut je bio razočaran u Australiji jer ga od četrnaeste   godine, iako je bio među boljim košarkašima, nisu htjeli primiti na najprestižniju športsku akademiju "Australian Institute of Sport", koja se nalazi u glavnom gradu Canberri udaljenoj od Melbournea oko 800 kilometara. To je tada četrnaeesto godišnjeg Boguta toliko pogodilo te je čak razmišljao o prekidu košarkaške karijere. Međutim, Bogut je iznenada dobio pozivnicu s Akademije, a ubrzo su ga uočili i skauti s američkog sveučilišta Utah. Bogut je postao najbolji igrač generacije u Australiji, a na juniorskom Svjetskom prvenstvu u Solunu proglašen je najboljim igračem. No, iako je Bogut imao milijunske ponude europskih klubova kao što su Fortitudo, Benetton, CSKA, Cibona, održao je riječ danu treneru sveučilišta Utah Utes i otišao je u SAD.

## Sveučilište
Kao freshman je u prosjeku zamalo postizao double-double učinak od 12.5 %  poena i 9.9 %  skokova i izabran je za brucoša  godine Mountain West konferencije. Tijekom ljeta bio je član australske reprezentacije na Olimpijskim igrama u Ateni 2004. godine. Tijekom prvenstva je u prosjeku ubacivao 14.8 poena (58.0 %  iz igre), 8.8 skokova i 1.2 %  blokade. 
Nakon solidne nespektakularne prve sezone i bez ijednog sveučilišnog priznanja, Bogut je u drugoj doživio pravi preporod. U prosjeku je postizao 20.4 poena, 12.2 skokova, 2.3 % asistencije i 1.8 blokada, uz 62.0% šuta iz igre. Predvodio je Diviziju I po broju double-double učinka (26). Proglašen je najboljim američkim sveučilišnim igračem te je svoje sveučilište odveo do 16 najboljih momčadi u državi. Nakon druge sezone odlučio se je prijaviti na NBA draft. 

## NBA
Milwaukee Bucks izabrali su Boguta kao prvi izbor NBA drafta 2005. godine. U Buckse stigao je kao velika zvijezda i zaredali su unosni sponzorski ugovori. No, na početku NBA karijere nije igrao onako kako se od njega očekivalo, iako je svoju rookie sezonu završio uspješno u prosjeku postižući 9.4%  poena i 7.0% skokova po utakmici. Izabran je u NBA All-Rookie prvu petorku i završio treći u glasovanju za novaka godine. Bio je jedini među 10 prvih izbora drafta čije su momčadi izborili doigravanje.
Njegova druga godina u NBA trajala je nešto kraće radi ozljede koljena lijeve noge i zbog toga je propustio posljednjih 15 utakmica sezone. To je bila njegova prva ozljeda i time je prekinuo niz od 153 uzastopne odigrane utakmice u NBA ligi. Pokazao je značajan napredak u odnosu na prošlu sezonu i u prosjeku je postizao 12.3 %  poena i 8.8 % skokova po utakmici. U sljedećoj sezoni (2007./08.) odigrao je najviših 78 odigranih utakmica, a u prosjeku je postizao rekordnih 14.3 % poena, 9.8 %  skokova, 1.7 %  blokada i 0.8. % ukradenih lopti.

## NBA statistika

### Regularni dio
| Godina    | Klub         | Odig. uta. | Uta. poč. | Min. | 2P%  | 3P%   | Sl. bac.% | Skok. | Asist. | Ukr. lop. | Blok. | Poena |
| --------- | ------------ | ---------- | --------- | ---- | ---- | ----- | --------- | ----- | ------ | --------- | ----- | ----- |
| 2005./06. | Milwaukee    | 82         | 77        | 28.6 | .533 | .000  | .629      | 7.0   | 2.3    | .6        | .8    | 9.4   |
| 2006./07. | Milwaukee    | 66         | 66        | 34.2 | .553 | .200  | .577      | 8.8   | 3.0    | .7        | .5    | 12.3  |
| 2007./08. | Milwaukee    | 78         | 78        | 34.9 | .511 | .000  | .587      | 9.8   | 2.6    | .8        | 1.7   | 14.3  |
| 2008./09. | Milwaukee    | 36         | 33        | 31.2 | .577 | .000  | .571      | 10.3  | 2.0    | .6        | 1.0   | 11.7  |
| 2009./10. | Milwaukee    | 69         | 69        | 32.3 | .520 | .000  | .629      | 10.2  | 1.8    | .6        | 2.5   | 15.9  |
| 2010./11. | Milwaukee    | 65         | 65        | 35.3 | .495 | .000  | .442      | 11.1  | 2.0    | .7        | 2.6   | 15.9  |
| 2011./12. | Milwaukee    | 12         | 12        | 30.3 | .449 | .000  | .609      | 8.3   | 2.6    | 1.0       | 2.0   | 11.3  |
| 2012./13. | Golden State | 32         | 32        | 24.6 | .451 | 1.000 | .500      | 7.7   | 2.1    | .6        | 1.7   | 5.8   |
| 2013./14. | Golden State | 67         | 65        | 26.4 | .627 | .000  | .344      | 10.0  | 1.7    | .7        | 1.8   | 7.3   |
| 2014./15. | Golden State | 65         | 65        | 23.6 | .563 | .000  | .524      | 8.1   | 2.7    | .6        | 1.7   | 6.3   |
| Ukupno    |              | 574        | 564       | 30.4 | .530 | .087  | .561      | 9.2   | 2.3    | .7        | 1.6   | 10.9  |

### Doigravanje
| Godina    | Klub         | Odig. uta. | Uta. poč. | Min. | 2P%  | 3P%  | Sl. bac.% | Skok. | Asist. | Ukr. lop. | Blok. | Poena |
| --------- | ------------ | ---------- | --------- | ---- | ---- | ---- | --------- | ----- | ------ | --------- | ----- | ----- |
| 2005./06. | Milwaukee    | 5          | 5         | 34.4 | .435 | .000 | .375      | 6.2   | 3.4    | .6        | .0    | 8.6   |
| 2012./13. | Golden State | 12         | 12        | 27.3 | .582 | .000 | .348      | 10.9  | 1.8    | .5        | 1.5   | 7.2   |
| 2014./15. | Golden State | 19         | 18        | 23.2 | .560 | .000 | .385      | 8.1   | 1.9    | .6        | 1.8   | 4.7   |
| Ukupno    |              | 36         | 35        | 26.1 | .537 | .000 | .364      | 8.8   | 2.1    | .6        | 1.4   | 6.1   |

## Vanjske poveznice
- Profil na NBA.com
- Profil  Arhivirana inačica izvorne stranice od 29. svibnja 2012. (Wayback Machine) na Basketball-Reference.com
- Profil  Arhivirana inačica izvorne stranice od 1. svibnja 2008. (Wayback Machine) na Aussieball.com
- Neslužbena stranica

| Prethodnik Dwight Howard | Prvi izbor NBA drafta NBA draft 2005. | Nasljednik Andrea Bargnani |